# Baldingen

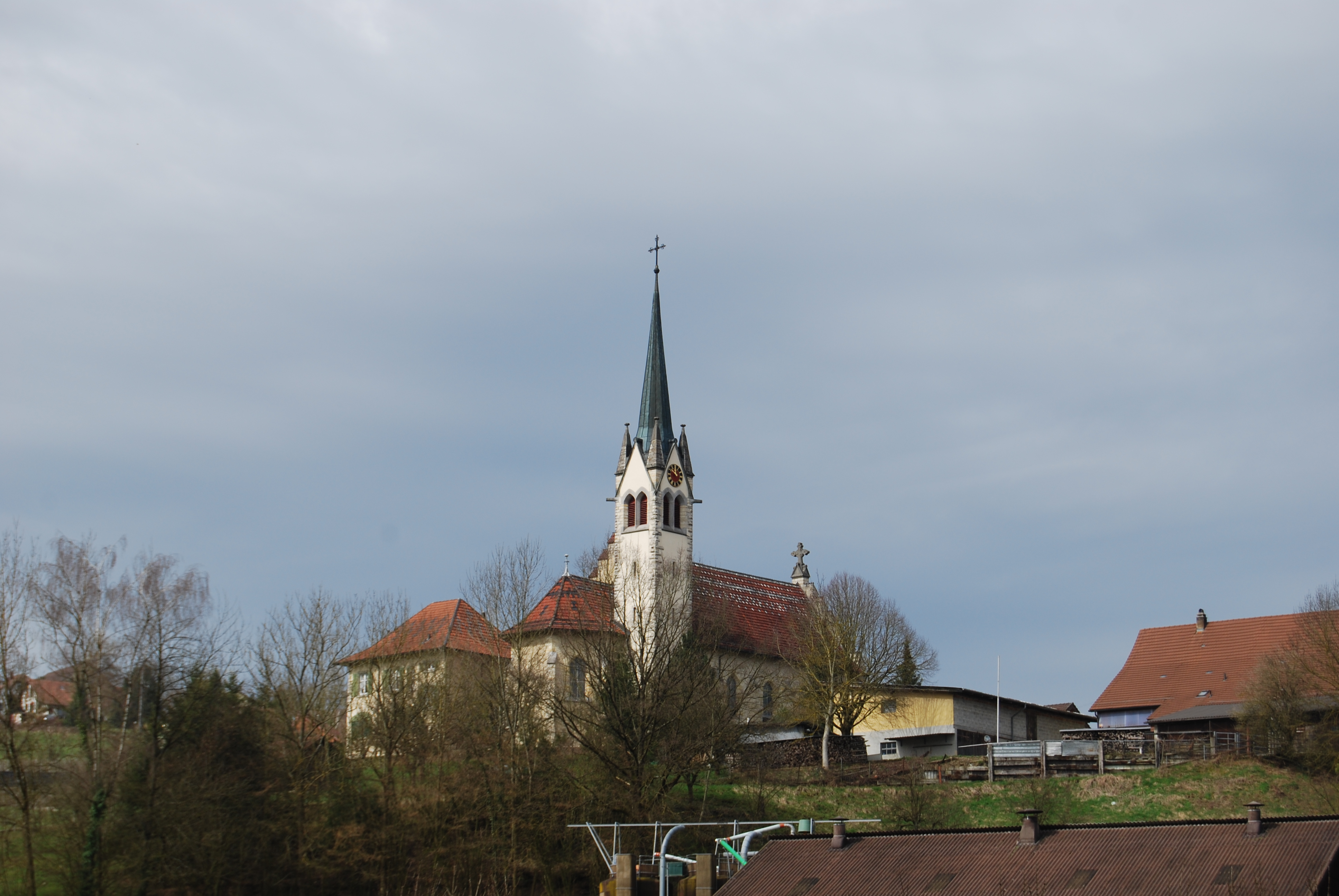
Katolsk kyrka i Baldingen.

Baldingen (schweizertyska: Baldige) är en ort i kommunen Zurzach i kantonen Aargau, Schweiz. Orten var före den 1 januari 2022 en egen kommun, men slogs då samman med kommunerna Bad Zurzach, Böbikon, Kaiserstuhl, Rekingen, Rietheim, Rümikon och Wislikofen till den nya kommunen Zurzach.